# Kleinwechsungen
Kleinwechsungen ([klaɪ̯nˈvɛksʊŋən] ) ist ein Ortsteil der Gemeinde Werther im Landkreis Nordhausen in Thüringen in Deutschland.

## Geographie
Die Gemarkung von Kleinwechsungen liegt direkt an der Südgrenze des Naturparks Südharz im Nordthüringer Hügelland. In dieser Naturlandschaft befindet sich etwa 800 Meter nordwestlich der Ortslage entfernt auf dem „Seeberg“  das Naturdenkmal Großes Seeloch. Es ist ein Teil einer Kette von Karsterscheinungen in der Umgegend des Harzer Vorlandes. Der mit Wasser gefüllte Erdfall hat einen Durchmesser von 110 Metern. Diese Sehenswürdigkeit wird als eine frühgeschichtliche Kultstätte angesehen. Nordwestlich des Orts befindet sich die Flarichsmühle, welche zu Kleinwechsungen gehört.

### Gewässer
Durch Kleinwechsungen fließt der Ostergraben als linker Zufluss der Helme. Die Helme selbst fließt unmittelbar am Ort vorbei.

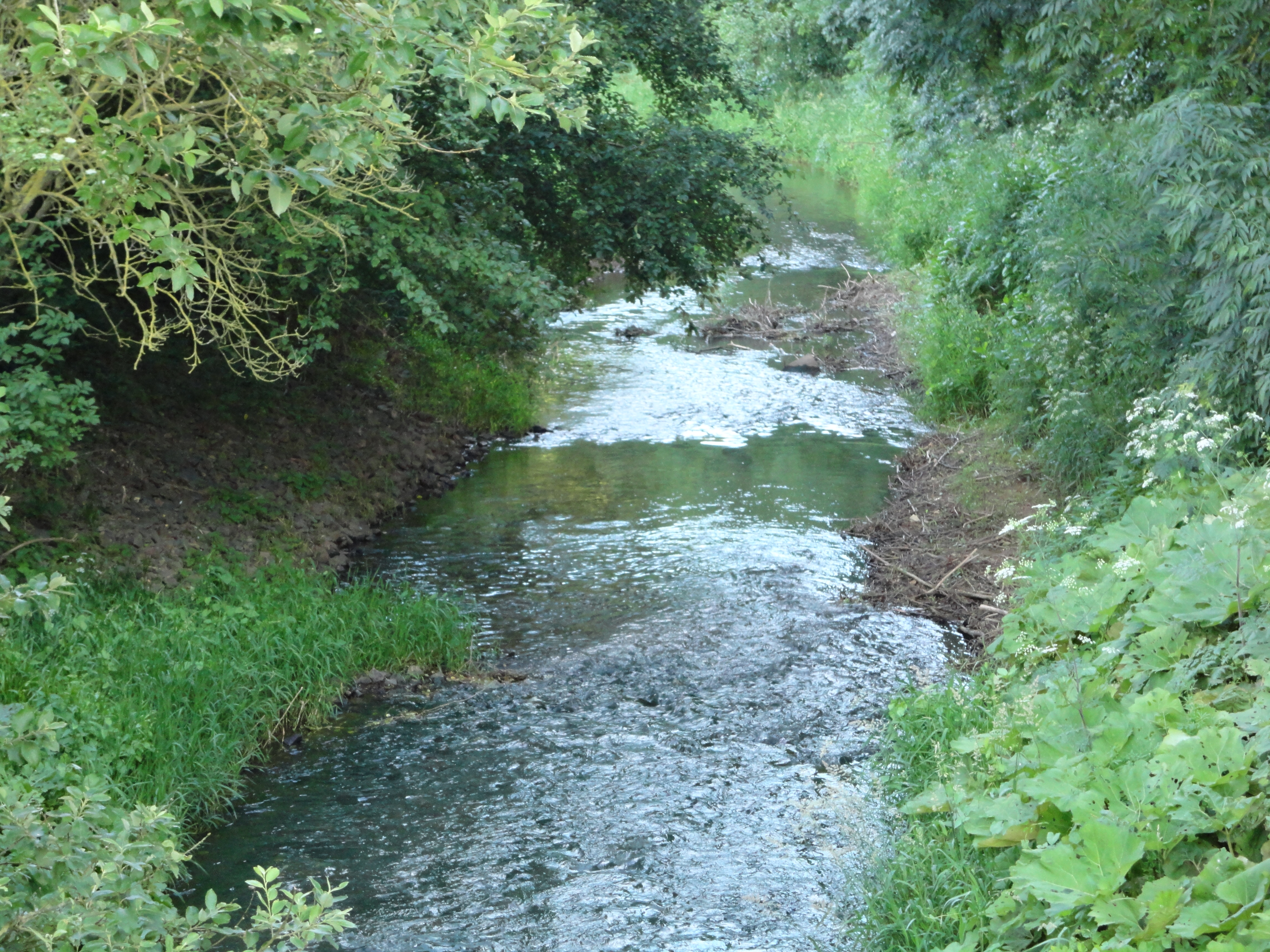
Die Helme in Kleinwechsungen

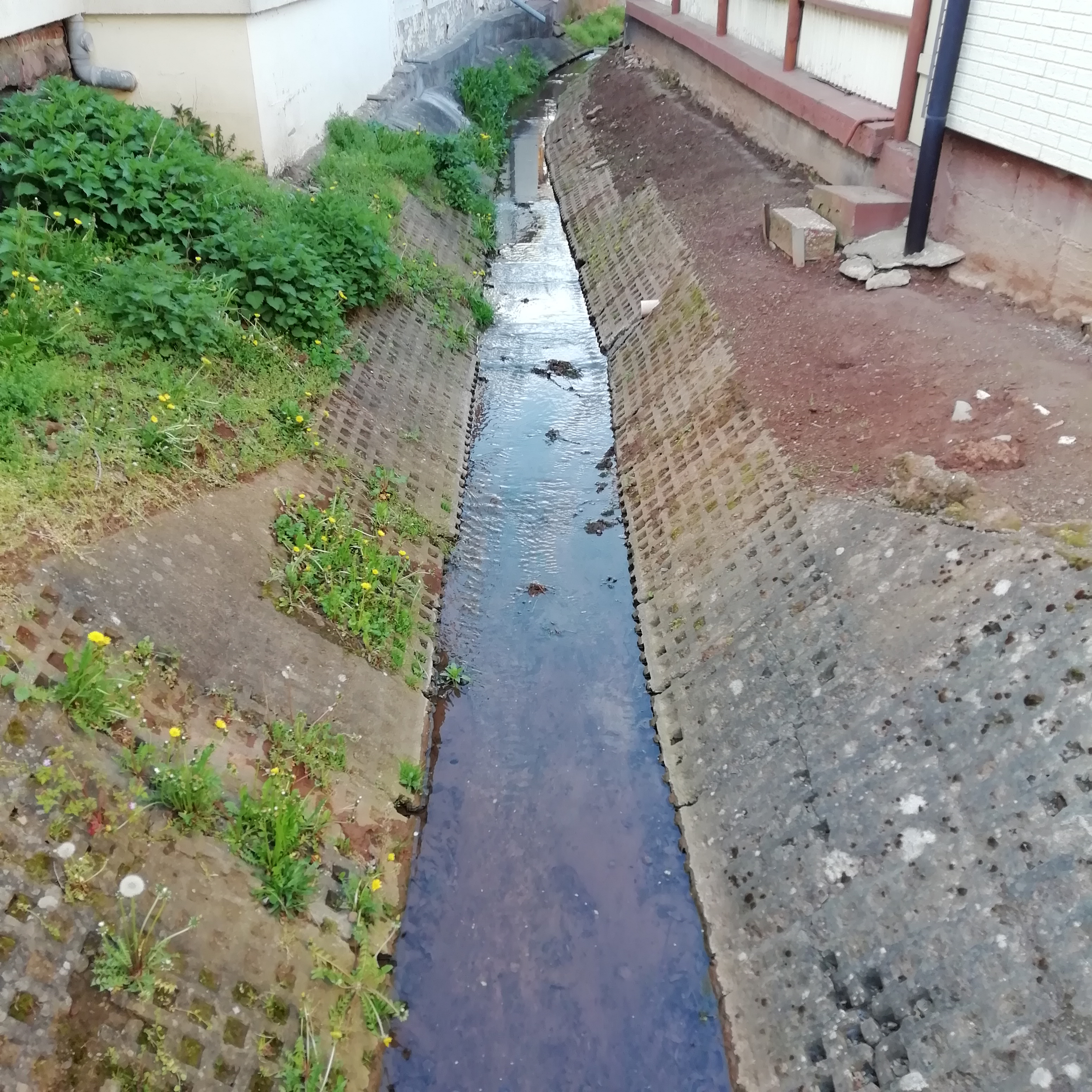
Der kanalisierte Ostergraben in Kleinwechsungen

## Geschichte
Kleinwechsungen wurde 1223 urkundlich erstmals erwähnt.
Mit der Auflösung der Verwaltungsgemeinschaft Helmetal kam die einstmals eigenständige Gemeinde Kleinwechsungen am 1. Januar 1997 zur neugebildeten Gemeinde Werther.

## Sehenswürdigkeiten
- Dorfkirche Kleinwechsungen

## Sport
FSV Kleinwechsungen

## Persönlichkeiten
- Richard Quelle (1870–1926), Verleger